# Sinclair ZX80

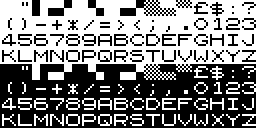
Il set di caratteri del Sinclair ZX 80: si notino quelli semi-grafici, composti da quarti di quadrato differentemente riempiti.

Il Sinclair ZX80 è un home computer prodotto tra il 1979 e il 1981 dalla Sinclair Research.
Ha un'importanza storica perché si pose come alternativa hobbistica a costi contenuti rispetto a macchine professionali come il Commodore PET o il Radio Shack TRS-80.

## Storia
Progettato da Jim Westwood, fu un computer concepito nell'ottica del risparmio, tant'è vero che veniva venduto anche in kit di montaggio; in questo caso, gli acquirenti dovevano provvedere da sé a montare e saldare i relativi componenti. L'operazione era alla portata di molti, ed in poche ore si aveva un computer funzionante. L'offerta avveniva solo per corrispondenza al prezzo di £ 79,95 in versione kit o £ 99,95 in versione assemblata. I 70.000 pezzi venduti in meno di 1 anno e gli oltre 100.000 esemplari venduti fino all'agosto del 1981, quando uscì di produzione, testimoniano il successo e l'apprezzamento dello ZX80, non solo in patria ma anche all'estero: oltre il 60% degli esemplari prodotti sono stati esportati.
Anche se un articolo del 1985 di Personal Computer World lo accusava di aver scoraggiato milioni di utenti a voler mai più avere a che fare con i PC, per la sua «tastiera inutilizzabile ed il suo stravagante BASIC», e nonostante il fatto che fosse un computer molto primitivo, non per gli standard attuali del tempo, lo ZX80 fu una delle prime macchine destinate ad un utilizzo prettamente domestico, assieme al Compucolor 8001. Venne dismesso l'anno seguente alla sua commercializzazione poiché sostituito dalla versione evoluta ZX81.

## Descrizione generale
Il computer presentava un case in plastica bianca ed era basato, nelle prime versioni, sul microprocessore µPD780C-1 prodotto da NEC, successivamente sostituito dallo Z80A con clock a 3,25 MHz. Non era dotato di sonoro e l'unica modalità video che supportava era quella testuale monocromatica, con uno schermo di 32×22 caratteri. I comandi del BASIC non venivano inseriti 'lettera per lettera', ma venivano selezionati come avviene in una calcolatrice scientifica: ad ogni tasto erano associati differenti comandi che venivano scelti mediante l'uso di speciali tasti funzione.
La scheda madre conteneva: 1 KByte di RAM (statica) utilizzabile dall'utente; una ROM da 4 KB contenente il sistema operativo della macchina, il linguaggio di programmazione Sinclair BASIC ed un editor; un modulatore video ed un'interfaccia per un registratore a cassette, l'unica memoria di massa supportata di serie dallo ZX80.
Caratteristica distintiva era la tastiera a membrana integrata nel corpo macchina, una soluzione ripresa poi anche dallo ZX81.

## Caratteristiche

### Hardware
Per risparmiare sui costi di produzione, il computer usava chip TTL comunemente reperibili sul mercato e non aveva circuiti elettronici dedicati alle principali funzioni di I/O. Lo ZX80 non aveva perciò coprocessori che lo aiutassero nella gestione della macchina: quindi la CPU si occupava non solo dell'esecuzione del programma ma anche della scansione della tastiera per intercettare i tasti premuti, della gestione del registratore a cassette e della generazione dei segnali necessari per la visualizzazione delle immagini sullo schermo (come un processore video). Questo causava il caratteristico sganciamento del video ("sfarfallìo" dell'immagine) alla pressione dei tasti o durante l'esecuzione di un programma.
La versione inglese del computer era quella "standard": per gli altri mercati Sinclair Research apportava solo le modifiche strettamente necessarie, principalmente riguardanti il modulatore video, per le differenti frequenze di scansione dei diversi Stati, e per l'alimentatore esterno, per le diverse tensioni elettriche domestiche. A causa di tale scelta commerciale, la tastiera presentava alcuni tasti con diciture in inglese "britannico": "NEW LINE" al posto del comune "ENTER", "BACKSPACE" sostituito da "RUBOUT", il simbolo "£" per la valuta monetaria (sterlina britannica).

### Video
L'uscita TV del computer poteva essere collegata ad un comune televisore domestico. Il generatore video dello ZX80 utilizzava una circuiteria minimale combinata alla gestione software dello stesso per avere il segnale da inviare all'esterno, un sistema ripreso dal "TV Typewriter", un progetto di Don Lancaster esposto nel suo libro The TV Cheap Video Cookbook (1978). Il risultato di questa scelta fu che lo ZX80 poteva generare un'immagine video solo nei momenti in cui non aveva altri compiti da svolgere: durante l'esecuzione di un programma in BASIC o quando l'utente premeva un tasto sulla tastiera, lo schermo si abbuiava per un momento mentre la CPU eseguiva le operazioni necessarie a gestire la richiesta. Questo rendeva difficoltoso gestire della grafica in movimento perché il programma doveva introdurre delle pause per permettere al sistema di visualizzare i successivi cambiamenti visivi. Per risolvere questo problema il suo successore, lo ZX81, introdusse un meccanismo per cui l'utente poteva scegliere fra 2 modalità di funzionamento: la "SLOW" (lenta), in cui il processore dedicava parte della sua potenza di calcolo alla generazione del segnale video con conseguente rallentamento dell'esecuzione dei programmi, e la "FAST" (veloce), in cui la CPU non generava nessuna immagine riservando tutta la sua potenza all'esecuzione dei programmi (una modalità utile per eseguire lunghe sessioni di calcoli).
Un altro problema era che la poca quantità di RAM doveva contenere anche l'immagine dello schermo, con il risultato che la dimensione dello schermo diminuiva all'aumentare della lunghezza del programma BASIC. Lo ZX80 gestiva solo il testo, però il set di caratteri presenti nella ROM conteneva anche dei particolari caratteri semi-grafici composti da quadrati di 4×4 pixel alternativamente riempiti, per cui usandoli era possibile simulare una modalità pseudo-grafica di 64×44 punti.

### Espandibilità
Lo ZX80 presenta sul retro un connettore a pettine, una porta di espansione del computer, ricavato direttamente sulla scheda madre del computer: ad esso potevano essere collegate le periferiche e le schede di espansione quali le stampanti, le unità a dischi e le espansioni di memoria. Queste ultime furono offerte inizialmente da Sinclair nei tagli da 1, 2 o 3 kB di RAM statica, e successivamente anche in quello da 16 kB di RAM dinamica; altri produttori proposero espansioni anche da 64 kB.
Nel primo anno di vita dello ZX80 ci si doveva accontentare delle espansioni RAM ufficiali, ma aggiungere 3 kB costava ben 60£. Nick Lambert di Southampton decise di costruire un'espansione equivalente in proprio per risparmiare, e vedendo che riusciva a essere competitivo, finì per fondare la Quicksilva allo scopo di vendere tali espansioni a 40£ per ordine postale. L'azienda produsse varie altre espansioni per ZX80, tra cui un'ingegnosa scheda sonora.
Con l'uscita dello ZX81, fu offerto un kit di aggiornamento per lo ZX80 contenente la ROM del nuovo modello e una nuova membrana per la tastiera. Sostituendo entrambi si otteneva un computer quasi del tutto identico allo ZX81, eccetto per la possibilità di scelta fra le modalità SLOW e FAST, per via delle differenze tecniche fra le due macchine.

## Software
Si conosce una piccola libreria di software commerciale per ZX80, soprattutto videogiochi, prima che venisse rimpiazzato dallo ZX81, e fu solo con quest'ultimo che la scena software fiorì veramente. La Quicksilva, allora nota per le sue espansioni hardware per ZX80, iniziò a sperimentare nel campo dei videogiochi pubblicando una versione non ufficiale di Defender.
Era opinione comune che sullo ZX80 i giochi d'azione non fossero praticabili per via dello sfarfallio dello schermo, ma un grosso passo avanti fu fatto da Ken MacDonald della Macronics Systems. Lo schermo dello ZX80 viene aggiornato solo l'80% del tempo e MacDonald sviluppò un gestore di interrupt in modo da eseguire il codice durante le pause dovute l'intervallo di oscuramento verticale (VBLANK) e non interferire con la visualizzazione. MacDonald battezzò il metodo amazing active display e creò giochi con animazione fluida ispirati a Breakout e a Space Invaders. Il codice sorgente di quest'ultimo, chiamato Space Intruders, divenne noto apparendo nel libro Making the Most of Your ZX80 di Tim Hartnell, così altri programmatori imitarono il metodo.
Nei numeri di inizio 1981 delle riviste britanniche Personal Computer World e Practical Computing apparvero un po' di pubblicità di giochi per ZX80 venduti su cassetta, perlopiù imitazioni di famosi arcade o versioni video di giochi da tavolo. I produttori più conosciuti di software per ZX80 furono Quicksilva e Bug-Byte.